# ファッションヘルス
ファッションヘルス (fashion health) は、女性従業員（風俗嬢）が客に個室にて性的なサービスを提供する、日本における風俗店の一種。呼称自体は和製英語であり、「ヘルス」とも略される。

## 概要
本番行為を伴わず、ソープランドよりも安く、女性もアルバイト感覚で気軽に入店できることから人気を集め、1970年代末より増加し始めた。
ソープランドのような浴室は無い（マットヘルスや九州地方の一部のファッションヘルスは浴室もある）が、シャワーと個室が設置されている。それゆえ、当初は風営法の届出対象外であったが、1985年の風営法改正によって性風俗店と定義され、届出の対象となった。2000年代に入ると無店舗型のデリバリーヘルス（デリヘル）が主流となり、従来の店舗型のファッションヘルスは減少傾向にある。
前述のように「ヘルス」と略されることもあるが、他にもデリヘルやホテルヘルス（ホテヘル）など、ヘルスの名を冠する店は多い。なお、直訳すると「健康」であるが、これは一般的なマッサージ店と区別しながら、猥雑にならない言葉としてぼかされ広がったもの。
料金は30分10,000円前後が一般的である。7,000円〜30,000円程度で30分〜90分程度楽しめる。高級派遣ヘルスになると、2時間で100,000円というものもある。

## ヘルスの種類

### 店舗型
従来型ヘルス
店舗が用意する個室にて一般的なサービスを行うタイプ。単に「ヘルス」と言った場合、この形態をさす場合が多かったが、風営法の規制による結果、地域によっては店舗設置が困難となったため、デリヘルやホテヘルなどの形態に波及している。後述のデリヘルに対し、「箱ヘル」と呼ばれることがある。
イメージクラブ（イメクラ）
店舗の個室内にてイメージプレイを行う。女子高生制服、ナースなどのコスプレ衣装を着用し、ソフトMや痴漢プレイなどのシチュエーションを取り入れた店。通常のヘルスと異なり、コスプレに合わせたストーリーを織り交ぜたサービスを売りとする。
ファッションサロン
店舗内のパーテーションで区切られたボックスにて、サービスを行う。従来のピンクサロン（ピンサロ）のブースを少し改造し、ヘルスサービスを中心にした店。
マンヘル
マンションを利用したヘルス。以前流行った「マントル」（マンショントルコ）のヘルス版。マンションに女性従業員が待機し、広告を見て電話した客をそこへ向かわせてサービスを行う。そのために部屋が広く使え、彼女の家に来た雰囲気が味わえる。風営法の規制を嫌って届出をしない場合は女性従業員をマンションに住まわせた住居を装い、営業している。一時は話題になったが、無認可の闇営業ゆえに経営の実態が掴めないことから客に敬遠され、最近ではほとんど見られない。
マットヘルス
ローションを大量に体に付着させ、マットの上で体を密着させて行う、いわゆるローションプレイを専門とした店。店舗型の場合はシャワーとマットが常設されており、室内で女性従業員がサービスを行う。
回春エステ
アロマオイルやローションなどを使用したマッサージを基本としたリフレクソロジーに性的なサービスをプラスした店。マッサージの延長という建前上、フェラチオなどよりも手コキなどによるサービスが多い。

### 無店舗型
デリバリーヘルス（デリヘル）
男性客が待つ自宅やラブホテルへ女性従業員を派遣し、サービスを行う。駅前などへ女性従業員を派遣し、そこから客と女性従業員が2人でホテルに向かうシステムも存在する。
ホテルヘルス（ホテヘル）
一般的にラブホテル街近くの雑居ビル内などに受付をもち、そこで女性従業員を選ばせて料金を受け取った後、ホテルの室内にて待ち合わせる。客と女性従業員が2人でホテルに入る場合もある。デリヘルの一種であるが、受付で客と女性従業員が会う場合は会計も受付で行なうため、デリヘルとは区別される。
ホテル代が別途必要になることが多いが、提携したラブホテルを利用する場合は料金が割引となることもある。サービスの種類は前述の店舗型のものと同様、またはいくつかを組み合わせている。

### その他の分類
ニューハーフヘルス
女性の代わりにニューハーフや女装した男性がサービスを行うファッションヘルス。店舗型・デリヘル双方の営業をする店舗も多い。

## 法律上の位置づけ
ファッションヘルスは多くの場合、風俗営業等の規制及び業務の適正化等に関する法律（風適法）第2条第1項の6の2の「個室を設け、当該個室において異性の客の性的好奇心に応じてその客に接触する役務を提供する営業」に該当する店舗型性風俗関連特殊営業店であり、管轄の公安委員会へ届出を行っている。また、類似した店舗に「韓国式エステ」「台湾式エステ」「中国式エステ」「アロマエステ」などの「〜エステ」という名称の店舗も多く存在するが、基本的にこれらの「〜エステ」という名称の店舗のうち性的なサービスのない店舗は「性風俗産業」とは違い、「リラクゼーション業」として営業していることが多い。なお、ファッションヘルスのような性風俗店も日本標準産業分類では「リラクゼーション業（分類コード：7893）である。
「性風俗関連特殊営業」となると、営業可能時間帯は日の出の時刻相当（午前4時）から翌日の午前1時までといった制限がある。

## サービス内容

### 一般的な店舗型ヘルスの場合
客は個室に案内されると衣服を脱ぎ、シャワーで女性従業員に体を洗われる。シャワー施設がない場合は、お絞りやウェットティッシュなどで陰部や指などを拭かれる。
女性従業員は全裸または半裸になり、全身リップや乳首舐め、手コキ、フェラチオ、シックスナインなどを行う。客は女性従業員にキスしたり、乳房を揉んだり、女性器を触れたり舐めたり、本番以外の行為を行うことができる。最終的には素股や手コキ、または口内射精となる。その後、再度シャワーで女性従業員に体を洗われて衣服を着た後、見送りを受けて退店する。
入店受付で顔写真を見て指名できる店が多い。店頭のほか、顔出しOKの女性従業員は店舗の公式サイトや風俗情報サイト、風俗情報誌で在籍を閲覧することもできる。かつては風俗情報誌から「フードル」という言葉も生まれ、人気の風俗嬢のランキングで盛り上がりを見せていた。
女性従業員のアナルへの指入れやイラマチオなどは禁止されている場合が多く、店舗から別途料金を請求されることがある。

### サービスの多角化
ヘルスの軒数増加や1990年代のブルセラブームも相俟って、各店は工夫を凝らしたサービス内容が多角化している。例えば女性従業員に好みの制服などのコスプレをさせ、それを脱がしながら裸にするなど、痴漢やセクハラといった非日常な設定でのイメージプレイなどを行う店舗もある。
元々はファッションヘルスという形態ができる前にも会員制の「イメージクラブ」として存在していた店舗もあるが、今日ではイメクラといえばコスプレなどのあるファッションヘルスを指すことが多い。店によっては女性従業員に放尿させたり、「聖水」を男性客が飲んだり顔に被ったりできるオプションのある店舗もある。
通常のヘルスに飽きた客のため、逆に女性従業員が下着を脱がず、手のみを使った性的サービスを提供するソフトヘルスや、性感エステもある。ソフトサービスゆえ、通常のヘルスに比べて素人っぽい女性従業員も多く、より自然な雰囲気を好む男性客も多いという。
また、入室後洗っていない男性器をいきなり女性従業員が咥える即尺プレイなど、高級ソープランドでのサービスを取り入れる店もある。

## 有名なヘルス街
- 北海道札幌すすきの：北海道随一の歓楽街。
- 宮城県仙台市国分町：東北地方最大の歓楽街。
- 埼玉県川口市・西川口
- 東京都新宿区歌舞伎町：日本有数の歓楽街・風俗街であるが、近年は店舗型ヘルスは数が減り、デリヘルが主流となっている。『歌舞伎町浄化計画』の影響で客引き行為が制限されている。
- 東京都豊島区池袋：派遣型ヘルス（ホテル型）が多く、ジャンルも多岐多様に渡っている（人妻系、ギャル系など）。
- 東京都渋谷区道玄坂：新宿、池袋と並ぶ東京3大ヘルス街。土地柄、女子高生衣装を採用したイメクラやギャルの在籍が多い。現在はデリヘル、ホテヘルに転換している。
- 神奈川県横浜市曙町：東日本最大のヘルス街。
- 愛知県名古屋市：約360店舗あり、入場料など他の地域にない慣習がある。
  - 名駅（名古屋市中村区、西区）
  - 大門（名古屋市中村区）
  - 栄（名古屋市中区）
  - 錦（名古屋市中区）
  - 納屋橋（名古屋市中村区、中区）
- 広島県広島市：広島の代表的な風俗街。
  - 弥生町(広島市中区)
  - 銀山町(広島市中区)
  - 薬研堀(広島市中区)
- 福岡県福岡市中洲：全国的にも有名な福岡の歓楽街。

全国の風俗街については「風俗街」を参照。

## 詐欺的集客
質の良いサービスを提供している優良店もあるが、中には詐欺同然ともいえる宣伝を行う悪徳店も存在する。
たけのこ剥ぎ
当初の提示した料金に上乗せしないとそれ以上のサービスが受けられないとして、追加料金の請求が行われる。受付時に告知していないことが多く、支払ったもののさらに料金が必要となったり、時短で終了とするなどぼったくり、詐欺の一つとして横行した。
誇大表現
出勤していない女性従業員を出勤表に載せる。在籍しておらず既に辞めている女性従業員を在籍扱いとする。
振り替え
予約した女性従業員が急に体調が悪くなったと伝えられて、別の女性従業員を勧められる。体調不良や出勤の直後、または当日に生理になって早退もしくは休む等の実例はあるものの、実際は最初から人気のある女性従業員の予約を重複受付している場合が多い。
ダミー出勤
これは上記の振り替えとの合わせ技で使うことが多い。本来は出勤していない女性従業員を出勤表に上げて、出勤数の水増しを行うことである。写真指名がなかなかされない、予約が滅多に入らない不人気な女性従業員をわざと混ぜて行う手口が多い。人気がある女性従業員だと、受付終了とされる場合もある。
写真の修整
女性従業員の写真を修整・加工して提示する（パネルマジック）。また、まったく別人の場合もある。

## ファッションヘルスを舞台とする作品
- 悪魔のKISS - フジテレビで1993年に放送された連続ドラマ。常盤貴子がヘルス嬢を演じた。
- 早紀の唇 - 雑誌スコラに連載された雨宮淳の漫画。副題は「新宿ファッションヘルス嬢物語」。
- デリバリー - usiによる漫画。主人公はデリバリーヘルスの女性従業員を客の待つ自宅やホテルなどに連れて行ったり、業務終了後に自宅まで送り届けたりするドライバー、いわゆるデリヘルドライバーの女性。彼女の視点からの風俗業界の内情を描いた物語。一話完結型。